# Gran Premio del Bahrein 2016
Il Gran Premio del Bahrein 2016 è stata la seconda prova della stagione 2016 del campionato mondiale di Formula 1. Si è disputata domenica 3 aprile 2016 sul circuito di Manama. La gara è stata vinta dal pilota tedesco Nico Rosberg su Mercedes, al suo sedicesimo successo nel mondiale. Rosberg ha preceduto sul traguardo il finlandese Kimi Räikkönen su Ferrari e il suo compagno di scuderia, il britannico Lewis Hamilton.

## Vigilia

### Aspetti tecnici
Per questo gran premio la Pirelli offre la scelta tra gomme di mescola media, morbida e supersoft. Per la gara la casa milanese assegna, obbligatoriamente, un set di gomme medie e morbide. Per la Q3 è assegnato un set obbligatorio di gomme supersoft. Tale set andrà restituito a Pirelli dagli 8 piloti che si qualificano per Q3 mentre sarà a disposizione per la gara per tutti gli altri piloti.
Due sono le zone in cui i piloti possono attivare il Drag Reduction System: sul rettilineo dei box, e su quello tra le curve 10 e 11. Le due zone hanno fissati due punti diversi per la determinazione del distacco fra piloti: per la prima zona il detection point è fissato alla curva 15, mentre per la seconda è stabilito tra le curve 9 e 10.
La McLaren, a seguito del grosso incidente patito in Australia da Fernando Alonso, che ha distrutto la sua monoposto, è costretta a montare sulla sua vettura un nuovo motore. L'altro pilota coinvolto nell'incidente, il messicano Esteban Gutiérrez, è costretto a sostituire il telaio.
Viceversa Kimi Räikkönen, ritiratosi per un guasto alla sua vettura, salva il motore termico e sostituisce il turbo, i due motori elettrici MGU-H e MGU-K e la centralina elettronica.
Per questa gara la Renault porta un'evoluzione del motore, che comporta la spesa di un gettone.

### Aspetti sportivi
A seguito delle polemiche sorte nel corso del precedente Gran Premio d'Australia, in merito al format delle qualifiche, era stata proposta una immediata modificata dello stesso, col ritorno al vecchio sistema di determinazione della griglia di partenza. Non essendo stata raggiunta però l'unanimità tra tutte le scuderie, per la modifica del regolamento, anche in tale gara verrà applicato il nuovo sistema, introdotto nella stagione. Tale sistema prevede che venga eliminato, a determinate scadenza temporali, il pilota in quel momento più lento. Era stato ipotizzato che il sistema di eliminazione potesse permanere solo nella Q1 e nella Q2, mentre nella Q3 sarebbe stato reintrodotto il sistema classico, con la determinazione della classifica solo al termine della sessione.
Il pilota messicano Alfonso Celis Jr. prende il posto del connazionale Sergio Pérez, alla Force India, nel corso delle prime prove del venerdì. Fernando Alonso, per via dell'incidente occorso nel precedente Gran Premio, non supera le visite mediche: lo spagnolo soffre per una contusione al polmone e una frattura a una costola. Viene sostituito dall'esordiente belga Stoffel Vandoorne, che corre nella Super Formula e che ha vinto la GP2 Series 2015. Vandoorne è il primo pilota del Belgio a partecipare ad un weekend di F1 dopo Jerome d'Ambrosio al Gran Premio d'Italia 2012. Il belga sceglie il numero 47, utilizzato l'ultima volta da Chuck Weyant nella 500 Miglia di Indianapolis 1959. Vi è stato comunque un tentativo, da parte della McLaren, di fare ammettere Alonso alla gara, chiedendo il permesso ai commissari sportivi.
L'ex pilota di F1 Derek Warwick è nominato dalla FIA quale commissario aggiunto per la gara. Il britannico ha già svolto, in passato, tale funzione, l'ultima volta al Gran Premio di Abu Dhabi 2015.

## Prove

### Resoconto
La Mercedes domina la prima sessione di prove libere. Nico Rosberg ha preceduto di mezzo secondo Lewis Hamilton, ottenendo un tempo inferiore a quello della pole position del 2015, pur su una pista ancora sporca per la sabbia portata dal vento. Il terzo in classifica il ferrarista Kimi Räikkönen, ha chiuso con un distacco di più di un secondo e otto decimi. Dietro a lui si sono portati di due piloti della Red Bull Racing.
Anche nella seconda sessione la casa tedesca monopolizza i primi due posti della graduatoria: Rosberg, utilizzando le gomme supersoft, ottiene un tempo superiore, di meno di un secondo, dal record della pista, che appartiene a Pedro de la Rosa, che lo conquistò nel 2005. Lewis Hamilton, secondo, è staccato di un paio di decimi. Le vetture tedesche hanno mostrato grande competitività con le gomme morbide, ma anche maggiore decadimento di prestazione, al momento dell'utilizzo delle coperture medie. Al terzo posto è scalato Jenson Button, su McLaren, che ha preceduto Max Verstappen. A seguire si sono posizionate le due Ferrari. Sebastian Vettel non ha completato la sessione ma è stato costretto ad abbandonare la vettura lungo il tracciato, per un guasto tecnico. Altri problemi hanno limitato Romain Grosjean (Haas), rientrato ai box per un malfunzionamento al propulsore.
Al termine delle seconde prove libere i commissari penalizzano il pilota della Renault, Kevin Magnussen, per non essersi fermato al controllo del peso, ignorando il semaforo rosso che gli intimava lo stop. Il danese sarà costretto a partire, in gara, dalla corsia dei box.
Nella sessione del sabato si ribalta la classifica, con le due Ferrari, che precedono le due Mercedes, dominatrici delle sessioni del giorno precedente. Sebastian Vettel ha ottenuto il miglior tempo, precedendo Kimi Räikkönen di soli quattro centesimi. La sessione risulta poco probante però, rispetto alle qualifiche, in quanto si disputa di giorno e non in notturna, come la sessione per la griglia. Al quinto posto si è classificato Felipe Massa, che ha testato il naso "ultra corto" sulla sua Williams.

### Risultati
Nella prima sessione del venerdì si è avuta questa situazione:
| Pos | Nº | Pilota         | Costruttore | Tempo    | Gap    | Giri |
| --- | -- | -------------- | ----------- | -------- | ------ | ---- |
| 1   | 6  | Nico Rosberg   | Mercedes    | 1'32"294 |        | 24   |
| 2   | 44 | Lewis Hamilton | Mercedes    | 1'32"799 | +0"505 | 24   |
| 3   | 7  | Kimi Räikkönen | Ferrari     | 1'34"128 | +1"834 | 16   |

Nella seconda sessione del venerdì si è avuta questa situazione:
| Pos | Nº | Pilota         | Costruttore   | Tempo    | Gap    | Giri |
| --- | -- | -------------- | ------------- | -------- | ------ | ---- |
| 1   | 6  | Nico Rosberg   | Mercedes      | 1'31"001 |        | 38   |
| 2   | 44 | Lewis Hamilton | Mercedes      | 1'31"242 | +0"241 | 32   |
| 3   | 22 | Jenson Button  | McLaren-Honda | 1'32"281 | +1"280 | 32   |

Nella sessione del sabato si è avuta questa situazione:
| Pos | Nº | Pilota           | Costruttore | Tempo    | Gap    | Giri |
| --- | -- | ---------------- | ----------- | -------- | ------ | ---- |
| 1   | 5  | Sebastian Vettel | Ferrari     | 1'31"683 |        | 22   |
| 2   | 7  | Kimi Räikkönen   | Ferrari     | 1'31"723 | +0"040 | 13   |
| 3   | 6  | Nico Rosberg     | Mercedes    | 1'32"104 | +0"421 | 18   |

## Qualifiche

### Resoconto
In Q1 il miglior tempo è nuovamente fatto segnare da un pilota della Mercedes: Nico Rosberg, che precede Lewis Hamilton e Daniel Ricciardo. Il primo eliminato è Felipe Nasr, seguono poi Rio Haryanto, il duo della Renault (con Kevin Magnussen che partecipa alla sessione, pur essendo già escluso dalla griglia di partenza), Sergio Pérez, Marcus Ericsson e Pascal Wehrlein.
Anche nella seconda fese subito le Ferrari e le Mercedes cercando di far segnare un tempo competitivo, per non rischiare l'eliminazione. Si pone al comando Hamilton, seguono poi Vettel e Rosberg. Il primo degli eliminati è Daniil Kvjat: non accedono alla fase finale nemmeno le due Toro Rosso, le due Haas e le due McLaren.
Nella fase finale Nico Rosberg si pone in testa alla lista dei tempi, seguito dalla due Ferrari. Lewis Hamilton è solo quarto, penalizzato da un errore di guida all'ultima curva. Mentre gli altri quattro piloti affrontano un solo tentativo, rientrano in pista i piloti di Ferrari e Mercedes: Hamilton scavalca i due ferraristi e Rosberg, e ottiene la pole position. Il britannico coglie anche il record sul giro, che apparteneva a Pedro de la Rosa, ottenuto nell'edizione 2005. Per Hamilton è la cinquantunesima partenza al palo nel mondiale di F1, la cinquantacinquesima per la Mercedes.

### Risultati
Nella sessione di qualifica si è avuta questa situazione:
| Pos                            | Nº | Pilota            | Costruttore               | Q1       | Q2       | Q3       | Griglia |
| ------------------------------ | -- | ----------------- | ------------------------- | -------- | -------- | -------- | ------- |
| 1                              | 44 | Lewis Hamilton    | Mercedes                  | 1'31"391 | 1'30"039 | 1'29"493 | 1       |
| 2                              | 6  | Nico Rosberg      | Mercedes                  | 1'31"325 | 1'30"535 | 1'29"570 | 2       |
| 3                              | 5  | Sebastian Vettel  | Ferrari                   | 1'31"636 | 1'30"409 | 1'30"012 | 3       |
| 4                              | 7  | Kimi Räikkönen    | Ferrari                   | 1'31"685 | 1'30"559 | 1'30"244 | 4       |
| 5                              | 3  | Daniel Ricciardo  | Red Bull Racing-TAG Heuer | 1'31"403 | 1'31"122 | 1'30"854 | 5       |
| 6                              | 77 | Valtteri Bottas   | Williams-Mercedes         | 1'31"672 | 1'30"931 | 1'31"153 | 6       |
| 7                              | 19 | Felipe Massa      | Williams-Mercedes         | 1'32"045 | 1'31"374 | 1'31"155 | 7       |
| 8                              | 27 | Nico Hülkenberg   | Force India-Mercedes      | 1'31"987 | 1'31"604 | 1'31"620 | 8       |
| 9                              | 08 | Romain Grosjean   | Haas-Ferrari              | 1'32"005 | 1'31"756 | N.D.     | 9       |
| 10                             | 33 | Max Verstappen    | STR-Ferrari               | 1'31"888 | 1'31"772 | N.D.     | 10      |
| 11                             | 55 | Carlos Sainz Jr.  | STR-Ferrari               | 1'31"716 | 1'31"816 | N.D.     | 11      |
| 12                             | 47 | Stoffel Vandoorne | McLaren-Honda             | 1'32"472 | 1'31"934 | N.D.     | 12      |
| 13                             | 21 | Esteban Gutiérrez | Haas-Ferrari              | 1'32"118 | 1'31"945 | N.D.     | 13      |
| 14                             | 22 | Jenson Button     | McLaren-Honda             | 1'31"976 | 1'31"998 | N.D.     | 14      |
| 15                             | 26 | Daniil Kvjat      | Red Bull Racing-TAG Heuer | 1'32"559 | 1'32"241 | N.D.     | 15      |
| 16                             | 94 | Pascal Wehrlein   | Manor-Mercedes            | 1'32"806 | N.D.     | N.D.     | 16      |
| 17                             | 9  | Marcus Ericsson   | Sauber-Ferrari            | 1'32"840 | N.D.     | N.D.     | 17      |
| 18                             | 11 | Sergio Pérez      | Force India-Mercedes      | 1'32"911 | N.D.     | N.D.     | 18      |
| 19                             | 20 | Kevin Magnussen   | Renault                   | 1'33"181 | N.D.     | N.D.     | PL      |
| 20                             | 30 | Jolyon Palmer     | Renault                   | 1'33"438 | N.D.     | N.D.     | 19      |
| 21                             | 88 | Rio Haryanto      | Manor-Mercedes            | 1'34"190 | N.D.     | N.D.     | 20      |
| 22                             | 12 | Felipe Nasr       | Sauber-Ferrari            | 1'34"388 | N.D.     | N.D.     | 21      |
| Tempo limite 107% Q1: 1'37"717 |    |                   |                           |          |          |          |         |

In grassetto sono indicate le migliori prestazioni in Q1, Q2 e Q3.

## Gara

### Resoconto
Due piloti sono costretti a ritirarsi dalla gara, nel corso del giro di formazione: Sebastian Vettel è costretto a fermarsi lungo il tracciato, con del fumo che esce dal propulsore, mentre Jolyon Palmer, al termine del giro, rientra direttamente ai box.
Alla partenza Nico Rosberg va al comando della gara, mentre Lewis Hamilton ha un contatto con Valtteri Bottas, ed è costretto a cedere qualche posizione, così come Kimi Räikkönen. Al termine del primo giro il tedesco della Mercedes comanda il plotone, davanti ai due piloti della Williams Felipe Massa e Valtteri Bottas, seguiti da Daniel Ricciardo, Kimi Räikkönen, Romain Grosjean, Lewis Hamilton ed Esteban Gutiérrez.

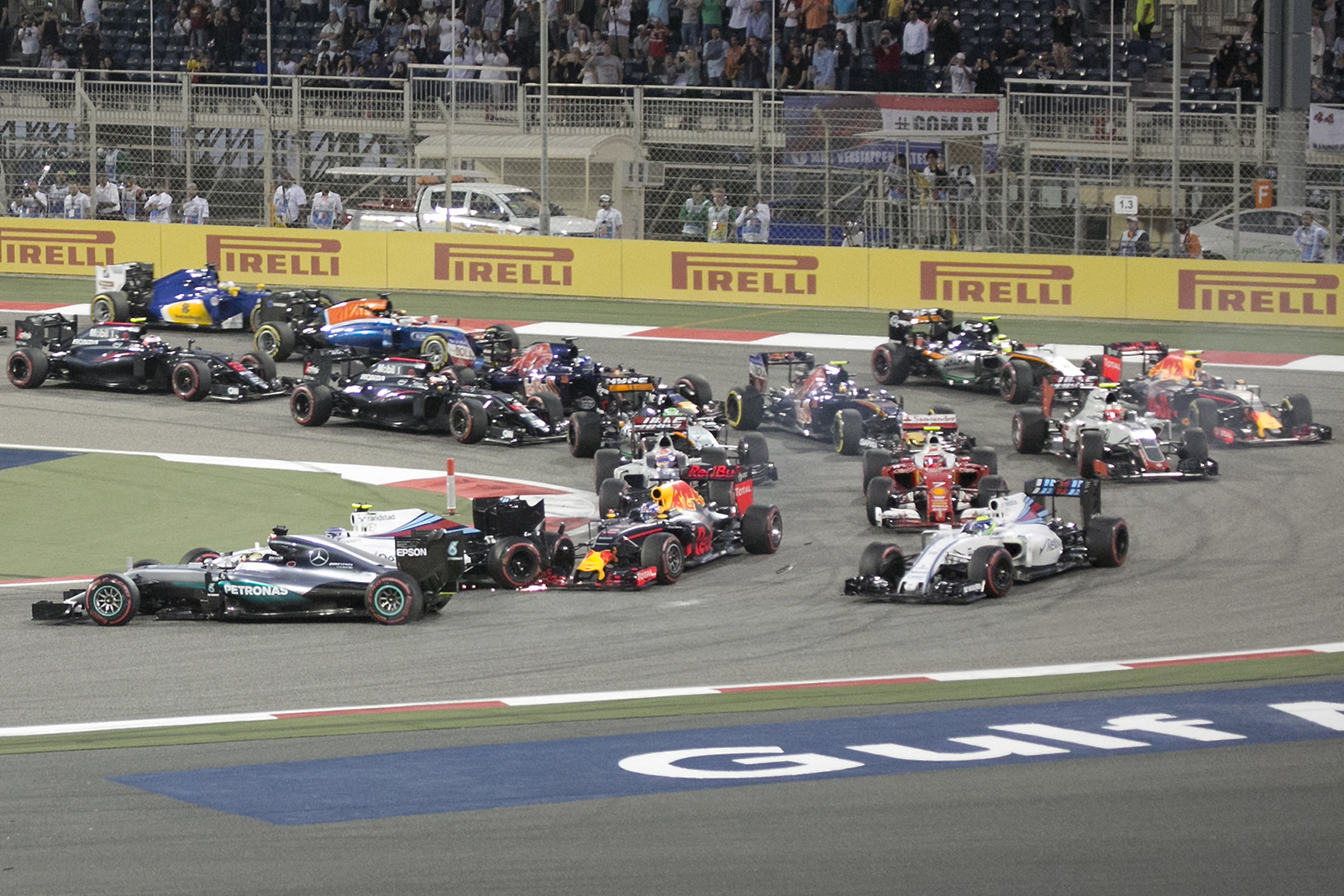
Partenza del Gran Premio del Bahrain 2016: il contatto tra Lewis Hamilton Valtteri Bottas e Daniel Ricciardo

Al quarto giro Hamilton passa Grosjean, mentre un giro dopo è il turno di Räikkönen, che recupera una posizione ai danni di Ricciardo. Al settimo giro l'australiano effettua la prima sosta, mentre Räikkönen scavalca anche Bottas. Il duo della Williams effettua la sua prima sosta tra l'ottavo e il nono giro. Al giro 10 Bottas sconta, con un drive-through, una penalizzazione per il contatto con Hamilton, al via.
Tra il dodicesimo e quattordicesimo passaggio si fermano anche Grosjean, Räikkönen e i due piloti della Mercedes. La classifica è sempre guidata da Nico Rosberg, su Kimi Räikkönen, Daniel Ricciardo, Lewis Hamilton, Felipe Massa e Romain Grosjean. Al giro 17 Hamilton passa Ricciardo, mentre Grosjean ha la meglio su Massa che, e al giro 20, viene sorpassato anche da Max Verstappen sulla Toto Rosso.
Al ventiquattresimo giro Grosjean prosegue la sua rimonta, strappando il quarto posto a Daniel Ricciardo. Al giro 27 va alla sosta Verstappen, un giro dopo è il turno di Grosjean, che torna in pista ottavo. Il francese, e Verstappen, al giro 29, ripassano Bottas, ponendosi così al settimo e ottavo posto.
Attorno al trentesimo passaggio vi è la nuova sosta per i tre primi della graduatoria: la classifica resta però invariata, con Kimi Räikkönen, secondo, in mezzo alle due Mercedes. Quarto è Ricciardo, davanti al compagno di scuderia Daniil Kvjat, poi Romain Grosjean, Max Verstappen e Valtteri Bottas. Nei giri seguenti il russo della Red Bull Racing cede la sua posizione prima a Grosjean, poi a Verstappen.
Al trentottesimo giro terza sosta per Kimi Räikkönen, seguito, dopo due giri, da Nico Rosberg. Il divario tra i due piloti si stabilisce sui 5 secondi. Al quarantaduesimo giro anche Lewis Hamilton effettua il suo ultimo cambio gomme. Un giro dopo Max Verstappen passa Ricciardo, ed è terzo. Romain Grosjean, dopo la sosta al giro 41, è sceso in ottava posizione, ma velocemente torna quinto, passando Kvjat, Massa, e sfruttando il pit stop di Verstappen.
Negli ultimi giri Daniil Kvjat supera Bottas, per l'ottavo posto, mentre Verstappen strappa il sesto posto a Massa. Al penultimo passaggio Massa cede anche a Kvjat.
Nico Rosberg vince per la quinta volta consecutiva (le tre ultime gare della stagione 2015, più le prime della stagione 2016). Kimi Räikkönen chiude secondo, davanti a Lewis Hamilton. Stoffel Vandoorne, all'esordio, coglie un punto, col decimo posto; Vandoorne è anche il primo pilota belga a punti dal Gran Premio d'Australia 1992 (all'epoca Thierry Boutsen).

### Risultati
I risultati del Gran Premio sono i seguenti:
| Pos | Nº | Pilota            | Costruttore               | Giri | Tempo/Ritiro     | Griglia | Punti |
| --- | -- | ----------------- | ------------------------- | ---- | ---------------- | ------- | ----- |
| 1   | 6  | Nico Rosberg      | Mercedes                  | 57   | 1h33'34"696      | 2       | 25    |
| 2   | 7  | Kimi Räikkönen    | Ferrari                   | 57   | +10"282          | 4       | 18    |
| 3   | 44 | Lewis Hamilton    | Mercedes                  | 57   | +30"148          | 1       | 15    |
| 4   | 3  | Daniel Ricciardo  | Red Bull Racing-TAG Heuer | 57   | +1'02"494        | 5       | 12    |
| 5   | 8  | Romain Grosjean   | Haas-Ferrari              | 57   | +1'18"299        | 9       | 10    |
| 6   | 33 | Max Verstappen    | STR-Ferrari               | 57   | +1'20"929        | 10      | 8     |
| 7   | 26 | Daniil Kvjat      | Red Bull Racing-TAG Heuer | 56   | +1 giro          | 15      | 6     |
| 8   | 19 | Felipe Massa      | Williams-Mercedes         | 56   | +1 giro          | 7       | 4     |
| 9   | 77 | Valtteri Bottas   | Williams-Mercedes         | 56   | +1 giro          | 6       | 2     |
| 10  | 47 | Stoffel Vandoorne | McLaren-Honda             | 56   | +1 giro          | 12      | 1     |
| 11  | 20 | Kevin Magnussen   | Renault                   | 56   | +1 giro          | PL      |       |
| 12  | 9  | Marcus Ericsson   | Sauber-Ferrari            | 56   | +1 giro          | 17      |       |
| 13  | 94 | Pascal Wehrlein   | Manor-Mercedes            | 56   | +1 giro          | 16      |       |
| 14  | 12 | Felipe Nasr       | Sauber-Ferrari            | 56   | +1 giro          | 21      |       |
| 15  | 27 | Nico Hülkenberg   | Force India-Mercedes      | 56   | +1 giro          | 8       |       |
| 16  | 11 | Sergio Pérez      | Force India-Mercedes      | 56   | +1 giro          | 18      |       |
| 17  | 88 | Rio Haryanto      | Manor-Mercedes            | 56   | +1 giro          | 20      |       |
| Rit | 55 | Carlos Sainz Jr.  | STR-Ferrari               | 29   | Collisione       | 11      |       |
| Rit | 21 | Esteban Gutiérrez | Haas-Ferrari              | 9    | Freni            | 13      |       |
| Rit | 22 | Jenson Button     | McLaren-Honda             | 6    | Motore           | 14      |       |
| NP  | 5  | Sebastian Vettel  | Ferrari                   | 0    | Motore           | 3       |       |
| NP  | 30 | Jolyon Palmer     | Renault                   | 0    | Probl. idraulico | 20      |       |

## Classifiche mondiali

### Piloti
| Pos | Pilota            | Punti |
| --- | ----------------- | ----- |
| 1   | Nico Rosberg      | 50    |
| 2   | Lewis Hamilton    | 33    |
| 3   | Daniel Ricciardo  | 24    |
| 4   | Kimi Räikkönen    | 18    |
| 5   | Romain Grosjean   | 18    |
| 6   | Sebastian Vettel  | 15    |
| 7   | Felipe Massa      | 14    |
| 8   | Max Verstappen    | 9     |
| 9   | Nico Hülkenberg   | 6     |
| 10  | Daniil Kvjat      | 6     |
| 11  | Valtteri Bottas   | 6     |
| 12  | Carlos Sainz Jr.  | 2     |
| 13  | Stoffel Vandoorne | 1     |

### Costruttori
| Pos | Costruttore               | Punti |
| --- | ------------------------- | ----- |
| 1   | Mercedes                  | 83    |
| 2   | Ferrari                   | 33    |
| 3   | Red Bull Racing-TAG Heuer | 30    |
| 4   | Williams-Mercedes         | 20    |
| 5   | Haas-Ferrari              | 18    |
| 6   | STR-Ferrari               | 11    |
| 7   | Force India-Mercedes      | 6     |
| 8   | McLaren-Honda             | 1     |

## Decisioni della FIA
Valtteri Bottas, oltre al drive-through comminatogli in gara, subisce la decurtazione di due punti sulla Superlicenza per il contatto con Lewis Hamilton.